# Атеф

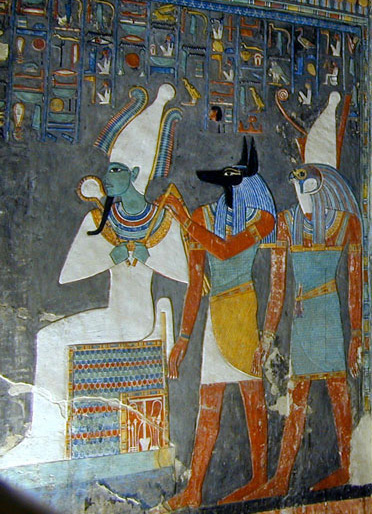
Осирис (слева) в короне атеф

Атеф — белая корона с двумя окрашенными в красный цвет перьями страуса по бокам, которую носил древнеегипетский бог Осирис.

## Описание
Между двумя страусиными перьями расположена похожая на вытянутую луковицу белая поверхность короны. Перья страуса, пышные у основания, сверху образуют небольшой завиток. Те же самые перья (только по одному) носила богиня мудрости Маат. Перья короны атеф чем-то похожи на перья хвоста сокола, также они похожи на перья короны Амона, только у него они более узкие, прямые и сверху не завиваются.
| G1 | t · f | S8 |

| G1 | t · f | S8 |

По короне атеф можно распознать Осириса на древнеегипетских фресках. Корона атеф на голове у Осириса является своего рода символом управления загробным миром. Перья олицетворяют истину, справедливость и баланс. По внешнему виду корона атеф похожа на корону хеджет, которую носили фараоны Верхнего Египта. Отличие двух корон в том, что на короне хеджет не было перьев по бокам.
Корона хемхемет также именуется «тройной короной атеф».